# Nephthea junipera
Nephthea junipera är en korallart som först beskrevs av Thomson och Dean 1931.  Nephthea junipera ingår i släktet Nephthea och familjen Nephtheidae. Inga underarter finns listade i Catalogue of Life.